# 马尔科·肯帕伊宁
马尔科·肯帕伊宁（芬蘭語：Marko Kemppainen，1976年7月13日—），芬兰男子射击运动员。他曾代表芬兰参加2004年夏季奥林匹克运动会射击比赛，获得男子定向飞靶银牌。